# Vielsalm
Vielsalm (in vallone Li Viye Såm) è un comune belga di 7 339 abitanti, situato nella provincia vallona del Lussemburgo.
AL 1º gennaio 2005 Vielsalm contava su una popolazione di 7 315 abitanti, su una superficie di 139,76 km², per una densità di popolazione di 52,34 abitanti per km².